# Orgelbau Kögler
Die Orgelbau Kögler GmbH ist ein oberösterreichisches Orgelbauunternehmen mit Sitz in St. Florian und das Nachfolgeunternehmen der Oberösterreichischen Orgelbauanstalt (St. Florian / Kögler) und in weiterer Folge der Firma Orgelbau Breinbauer.

## Geschichte
Nachdem der Orgelbauer Wilhelm Zika sen. (1872–1955) die Firma Breinbauer in Ottensheim 1921 übernommen hatte, übersiedelte 1945 das Unternehmen anlässlich der Restaurierung der Bruckner-Orgel im Stift Sankt Florian nach St. Florian. Ab 1955 führte sein Sohn Wilhelm Zika jun. (1905–1989) das Unternehmen, welches 1956 in die neu gegründete Oberösterreichische Orgelbauanstalt GmbH (Orgelbauanstalt St. Florian) eingegliedert wurde, in der Zika den Posten eines künstlerischen Leiters innehatte. 1972 wurde Helmut Kögler (* 1942) Inhaber und Geschäftsführer der Firma, der er seit 1960 angehörte.
Nach dem Tod Zikas im Jahr 1989 wurde das Unternehmen in Oberösterreichische Orgelbauanstalt Kögler GmbH umbenannt. In Zusammenarbeit mit dem Orgelbauer Bernhardt Edskes ab 1990 wandte sich das Unternehmen dem historisch orientierten Orgelbau zu. Neben Orgelneubauten mit mechanischen Schleifladen in der alten handwerklichen Tradition werden Restaurierungen historischer Instrumente durchgeführt. Nachdem 2003 Helmut Köglers Sohn Christian (* 1964) zum Geschäftsführer ernannt wurde, firmiert das Unternehmen unter der Bezeichnung Orgelbau Kögler GmbH. Seitdem exportiert die Firma Orgeln ins europäische Ausland.

## Werke (Auswahl)

### Oberösterreichische Orgelbauanstalt (St. Florian / Kögler)
| Jahr    | Ort                             | Gebäude                                                                       | Bild | Manuale | Register | Bemerkungen |
| ------- | ------------------------------- | ----------------------------------------------------------------------------- | ---- | ------- | -------- | --- |
| 1964    | Salzburg                        | Pfarrkirche zur hl. Erentrudis                                                |      |         |          | |
| 1967    | Spillern                        | Pfarrkirche Spillern                                                          |      | II//P   | 12       | |
| 1968    | Oberschützen                    | Kulturzentrum Oberschützen, Kammermusiksaal                                   |      | II//P   | 14       | Expositur Oberschützen der Kunstuniversität Graz |
| 1969    | Zürich-Oerlikon                 | Herz Jesu                                                                     |      | III/P   | 39       | 2000 Änderung der Disposition |
| 1971    | Bad Tatzmannsdorf               | Friedenskirche Bad Tatzmannsdorf                                              |      | II/P    |          | Oberösterreichische Orgelbauanstalt St. Florian |
| 1974    | Allhartsberg                    | Pfarrkirche Allhartsberg                                                      |      | II/P    |          | Oberösterreichische Orgelbauanstalt St. Florian |
| 1975    | Wien                            | St. Johann Kapistran                                                          |      | II/P    | 16       | Oberösterreichische Orgelbauanstalt St. Florian |
| 1976    | Kirchfidisch                    | Pfarrkirche Kirchfidisch                                                      |      | II/P    | 12       | Oberösterreichische Orgelbauanstalt St. Florian |
| 1976    | Enns                            | Basilika hl. Laurentius                                                       |      | II/P    | 25       | Den Orgelprospekt entwarf Friedrich Goffitzer, die künstlerische Bemalung stammt von Fritz Fröhlich. Die Gesamtplanung und Ausführung erfolgte durch die OÖ. Orgelbauanstalt St. Florian. |
| 1977    | Neudörfl an der Leitha          | Pfarrkirche                                                                   |      | II/P    | 17       | |
| 1979    | Steinerkirchen an der Traun     | Pfarrkirche Hl. Martin                                                        |      | II/P    | 16       | [ 3 ] |
| 1979    | Sankt Margarethen im Burgenland | Pfarrkirche St. Margarethen im Burgenland                                     |      | II/P    | 14       | |
| 1980    | Wien                            | Pfarrkirche Am Tabor                                                          |      | II/P    | 19       | Oberösterreichische Orgelbauanstalt St. Florian |
| 1981    | St. Pölten                      | Pfarrkirche St. Pölten-Maria Lourdes                                          |      | II/P    | 22       | Oberösterreichische Orgelbauanstalt St. Florian |
| 1982    | Puchberg am Schneeberg          | Pfarrkirche Puchberg                                                          |      | II/P    | 17       | Oberösterreichische Orgelbauanstalt St. Florian |
| 1982    | Wels                            | Herz-Jesu-Kirche                                                              |      | III/P   | 45       | Oberösterreichische Orgelbauanstalt St. Florian |
| 1983    | Neunkirchen (Niederösterreich)  | Stadtpfarrkirche Neunkirchen                                                  |      | II/P    | 21       | Oberösterreichische Orgelbauanstalt St. Florian |
| 1983    | Hoheneich                       | Pfarrkirche Hoheneich                                                         |      | II/P    |          | Oberösterreichische Orgelbauanstalt St. Florian |
| 1983    | Perg                            | Stadtpfarrkirche                                                              |      | II/P    | 23       | Oberösterreichische Orgelbauanstalt St. Florian |
| 1983    | St. Martin im Mühlkreis         | Pfarrkirche                                                                   |      | II/P    | 20       | Oberösterreichische Orgelbauanstalt St. Florian |
| 1983/85 | Lilienfeld                      | Stift Lilienfeld                                                              |      | III/P   | 44       | Generalsanierung 1983–1985 der Orgel von Gregor Hradetzky |
| 1984    | Wien                            | Lichtentaler Pfarrkirche                                                      |      | II/P    | 26       | Oberösterreichische Orgelbauanstalt St. Florian, Neubau in das Gehäuse von Michael Panzer aus dem Jahr 1774 unter teilweiser Verwendung originalen Pfeifenbestandes.                      |
| 1984    | Kraubath an der Mur             | Pfarrkirche Kraubath                                                          |      | II/P    | 9        | Oberösterreichische Orgelbauanstalt St. Florian, Neubau in das Gehäuse aus 1864 |
| 1985    | Linz                            | Pfarrkirche St. Magdalena                                                     |      | II/P    | 17       | Orgelgehäuseentwurf von Architekt Anton Zemann |
| 1986    | Oberschützen                    | Kulturzentrum Oberschützen, Jenö-Takacs-Saal                                  |      | III/P   | 37       | Expositur Oberschützen der Kunstuniversität Graz |
| 1986    | Eugendorf                       | Pfarrkirche                                                                   |      | II/P    | 21       | Das Gehäuse aus dem Jahre 1847 stammt von Ludwig Mooser. |
| 1988    | Lenzing                         | Pfarrkirche Heiliger Geist                                                    |      | II/P    | 24       | Die vollmechanische Schleifladenorgel wurde als „Rupert-Orgel“ in einer linken Seitennische aufgestellt.                                                                                  |
| 1989    | Wien                            | Diözesankonservatorium für Kirchenmusik der Erzdiözese Wien, Unterrichtsorgel |      | II/P    | 10       | Oberösterreichische Orgelbauanstalt |
| 1990    | Wien                            | Johann-Nepomuk-Kirche (Leopoldstadt)                                          |      | II/P    | 27       | Oberösterreichische Orgelbauanstalt St. Florian |
| 1990    | Helfenberg                      | Pfarrkirche Helfenberg                                                        |      | II/P    | 15       | |
| 1995    | Fieberbrunn                     | Pfarrkirche Fieberbrunn                                                       |      | II/P    | 22       | [ 11 ] |
| 1996    | Engelszell                      | Stift Engelszell                                                              |      | II/P    | 28       | |
| 1996    | St. Pölten                      | Kapelle des Priesterseminars                                                  |      | II/P    | 18       | |
| 1997    | Wien                            | Kreuzkirche (Penzing)                                                         |      | II/P    | 17       | |
| 1997    | Mannersdorf                     | Pfarrkirche Mannersdorf am Leithagebirge                                      |      | II/P    | 27       | |
| 2000    | St. Gilgen                      | Filialkirche St. Konrad                                                       |      | II/P    | 21       | Filialkirche in Abersee |
| 2000    | Bischofshofen                   | Pfarrkirche Bischofshofen                                                     |      | II/P    | 22       | |
| 2001    | Haag                            | Wehrkirche St. Michael                                                        |      | III/P   | 36       | → Orgel |

### Orgelbau Kögler
| Jahr | Ort                       | Gebäude                                                                           | Bild | Manuale | Register | Bemerkungen |
| ---- | ------------------------- | --------------------------------------------------------------------------------- | ---- | ------- | -------- | --- |
| 2003 | Mülln                     | Pfarrkirche                                                                       |      | II/P    | 22       | |
| 2004 | Eggelsberg                | Pfarrkirche Eggelsberg                                                            |      | II/P    | 20       | |
| 2004 | Zwentendorf an der Donau  | Pfarrkirche Zwentendorf                                                           |      | II/P    | 21       | |
| 2005 | Helsinki                  | Laajasalon kirkko                                                                 |      | II/P    | 22       | → Orgel |
| 2005 | Kremsmünster              | Stift Kremsmünster                                                                |      | III/P   | 45       | → Orgelgehäuse aus 1858 von Ludwig Mooser, s. Organindex |
| 2006 | Großpetersdorf            | Katholische Pfarrkirche Großpetersdorf                                            |      | II/P    | 20       | |
| 2006 | Pinzberg                  | St. Nikolaus                                                                      |      | II/P    | 21       | → Orgel |
| 2007 | Tamsweg                   | Pfarrkirche                                                                       |      | II/P    | 23       | → Orgel |
| 2007 | Köstendorf                | Pfarrkirche Köstendorf                                                            |      | II/P    | 20       | |
| 2007 | Niedernkirchen            | St. Philippus und Jakobus                                                         |      | II/P    | 13       | |
| 2008 | Neustadt an der Donau     | St. Laurentius                                                                    |      | II/P    | 31       | [ 12 ] |
| 2008 | Regensburg                | Hochschule für Katholische Kirchenmusik und Musikpädagogik, Übungsorgel Raum E.01 |      | II/P    | 10       | → Orgel |
| 2008 | Schlägl                   | Stift Schlägl, Chororgel                                                          |      | II/P    | 20       | |
| 2009 | Wunsiedel                 | Zu den Zwölf Aposteln                                                             |      | II/P    | 21       | |
| 2010 | Scheffau am Tennengebirge | Kirche St. Ulrich                                                                 |      | II/P    | 15       | |
| 2010 | Burgwindheim              | St. Jakobus                                                                       |      | II/P    | 26       | hinter historischem Gehäuse von Johann Christoph Grebenstein (1751) |
| 2010 | Glasgow                   | University of Strathclyde, Barony Hall                                            |      | III/P   | 41       | Stimmung nach Johann Georg Neidhardt |
| 2011 | Dobenreuth                | Hl. Familie                                                                       |      | I/P     | 8        | → Orgel |
| 2012 | Aurachkirchen             | Römerkirche                                                                       |      | I/P     | 7        | |
| 2012 | Behamberg                 | Pfarrkirche Behamberg                                                             |      | I/P     | 7        | |
| 2012 | Raithaslach               | St. Konrad                                                                        |      | II/P    | 17       | |
| 2013 | Sankt Koloman             | Pfarrkirche                                                                       |      | II/P    | 13       | |
| 2014 | Sambach                   | St. Antonius Abbas                                                                |      | II/P    | 21       | → Orgel |
| 2014 | Viehdorf                  | Pfarrkirche Petrus und Paulus                                                     |      | II/P    | 17       | |
| 2016 | Nitra (SK)                | Kathedrale des heiligen Emmeram                                                   |      | II/P    | 30       | → Orgel |
| 2016 | Wels                      | Heilige Familie                                                                   |      | II/P    | 27       | |
| 2019 | Pöllauberg                | Maria Pöllauberg                                                                  |      | II/P    | 18       | Restaurierung der Orgel aus 1740 |
| 2019 | Lochen am See             | Filialkirche Astätt                                                               |      | I       | 4        | Restaurierung des Positivs, das wahrscheinlich von Hoforgelmacher (1706–1747) Johann Christoph Egedacher im Jahr 1715 geschaffen worden war und bis 1866 im Sacellum (Salzburg) stand. |
| 2021 | Helsinki                  | Suomenlinnan kirkko                                                               |      | II/P    | 20       | Diese Orgel ersetzt die ursprüngliche Orgel aus dem Jahr 1963. → Orgel |
| 2023 | Trins                     | Pfarrkirche Trins                                                                 |      | I/P     | 11       | Restaurierung der Orgel von Franz Reinisch aus 1832 |